# How Much Time Do We Have Left
How Much Time Do We Have Left is een nummer van de Sloveense acteur, komiek, presentator en muzikant Klemen. Het werd geschreven door Klemen zelf en geproduceerd door Maja Slatinšek en Ryan Small. Het nummer werd op 25 januari 2025 uitgebracht als onderdeel van het album voor EMA 2025, dat het later won. Hierdoor mocht Klemen met het nummer het Slovenië vertegenwoordigen op het Eurovisiesongfestival 2025. In Basel werd de finaleronde niet bereikt.

## Achtergrond en compositie
How Much Time Do We Have Left werd volledig geschreven en gecomponeerd door Klemen Slakonja, met productie van Maja Slatinšek en Ryan Small. Het nummer gaat over de periode waarin zijn vrouw, actrice Mojca Fatur, de diagnose myelodysplastisch syndroom kreeg, een zeldzame vorm van kanker waarvan ze later herstelde. In het lied brengt Klemen een eerbetoon aan haar kracht in het omgaan met de ziekte en benadrukt hij het belang van gedeelde tijd en de kwetsbaarheid van het leven.

## Eurovisiesongfestival

### EMA 2025
EMA 2025 was de vijfentwintigste editie van EMA, de nationale selectie georganiseerd door RTVSLO. In de eerste ronde verdeelden vijf thematische jurygroepen, elk bestaande uit vijf leden, punten volgens het Eurovisie-systeem (1–8, 10 en 12 punten), waarna twee inzendingen naar de tweede ronde doorgingen. De jury's bestonden uit artiesten, songwriters en producers, radio- en tv-persoonlijkheden, leden van OGAE Slovenië en internationale Eurovisie-experts. In de superfinale bepaalde enkel het publiek de winnaar.
Op 13 december 2024 werd bekendgemaakt dat Klemen een van de twaalf deelnemers aan EMA 2025 zou zijn met het nummer How Much Time Do We Have Left. Op 1 februari 2025 won het nummer EMA 2025, waarmee het Slovenië zal vertegenwoordigen op het Eurovisiesongfestival.

### Op het Eurovisiesongfestival
Het Eurovisiesongfestival 2025 vond plaats in de St. Jakobshalle in Basel, Zwitserland. De halve finales werden gehouden op 13 en 15 mei 2025, gevolgd door de finale op 17 mei 2025. Tijdens de loting op 28 januari 2025 werd Slovenië ingedeeld in de eerste helft van de eerste halve finale. Slovenië eindigde in de halve finale op de 13e plaats en bereikte de finale niet.